# Ліберальна шведська партія
Ліберальна шведська партія (швед. Svenska frisinnade partiet, RVP; фін. Ruotsalainen vapaamielinen puolue) — була політичною партією Фінляндії, що представляла інтереси шведськомовної меншини Фінляндії. Партія була заснована в 1919 році як Шведська ліва (швед. Svensk Vänster, SV, фін. Ruotsalainen vasemmisto, RV) й мала цю назву до 1947 року. Ідеологічно хилилася до республіканської форми правління. У парламенті Фінляндії партію представляли Георг Шауман, Георг фон Вендт та Макс Сергеліус. Партія була розпущена у 1951 році.

## Результати виборів до Парламенту
| Рік  | Місць в парламенті | Кількість голосів | Відсоток голосів |
| ---- | ------------------ | ----------------- | ---------------- |
| 1930 | 1                  | 9 226             | 0,82%            |
| 1939 | 0                  | 5 980             | 0,46%            |
| 1945 | 1                  | 8 192             | 0,48%            |
| 1951 | 0                  | 1 195             | 0,07%            |